# Milonia
Milonia is een geslacht van spinnen uit de  familie van de wielwebspinnen (Araneidae).

## Soorten
- Milonia albula O. P.-Cambridge, 1899
- Milonia brevipes Thorell, 1890
- Milonia hexastigma (Hasselt, 1882)
- Milonia obtusa Thorell, 1892
- Milonia singaeformis (Hasselt, 1882)
- Milonia tomosceles Thorell, 1895
- Milonia trifasciata Thorell, 1890